# Die Schöne aus Durrës

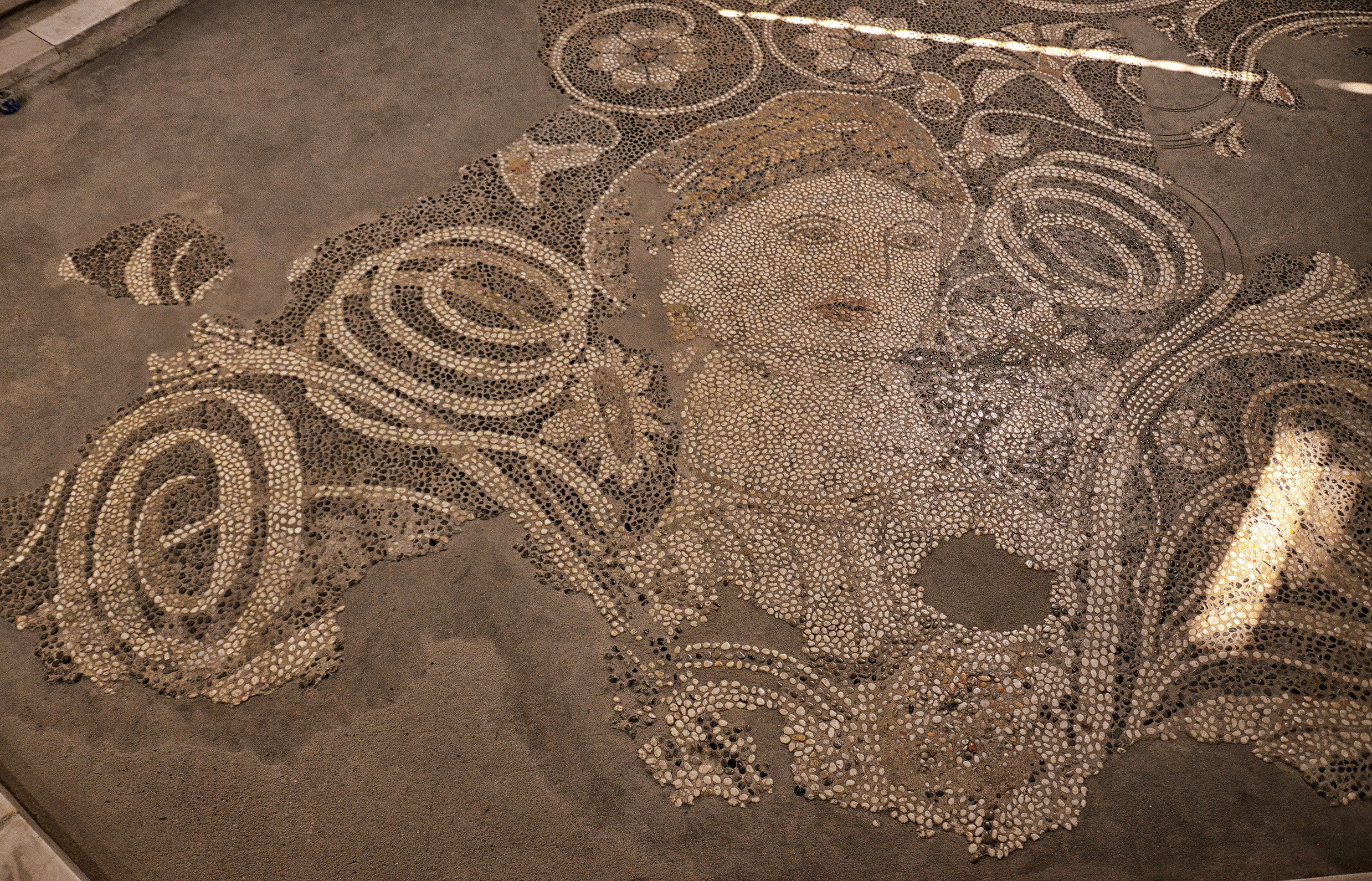
Das Mosaik ist im Historischen Nationalmuseum in Tirana ausgestellt.

Die Schöne aus Durrës (albanisch Bukuroshja e Durrësit) ist ein vielfarbiges, hellenistisches Mosaik aus dem 4. Jahrhundert v. Chr. Es ist das älteste Mosaik Albaniens und von großer kulturhistorischer Bedeutung. Das rund neun Quadratmeter große, elliptische Kieselmosaik zeigt als zentrales Element einen Frauenkopf vor schwarzem Hintergrund, der von Blumen und floralen Elementen umgeben ist.
Das Mosaik aus Durrës, damals Dyrrachion und Epidamnos genannt, wird in die zweite Hälfte des 4. Jahrhunderts v. Chr. datiert.
Heute ist das Mosaik im Historischen Nationalmuseum in Tirana ausgestellt, wohin es 1982 überführt worden ist.

## Entdeckung
Während des Ersten Weltkriegs war Durrës (italienisch Durazzo) von Österreich-Ungarn besetzt. Häufige Fliegerangriffe veranlassten die Soldaten der Gemeinsamen Armee, in beträchtlicher Tiefe Luftschutzbunker („bombensichere Unterstände“ (Praschniker: 203)) anzulegen. Bei Grabungsarbeiten für einen solchen Keller im Hof eines Hauses im nördlichen Teil der Stadt wurde im März 1918 das Mosaik entdeckt. „Durch die Umsicht der bauführenden Offiziere war das Mosaik nach Möglichkeit gegen Beschädigungen gesichert und ist auch durch den aufgeführten Bau im wesentlichen nicht beschädigt worden […].“ (Praschniker: 204) Das Mosaik wurde nur so weit freigelegt, wie es für den geplanten Bau notwendig war: Ein erstes Stück zeigte den Kopf bis zum Hals sowie einen Teil des Hintergrunds über dem Kopf, ein zweites Stück mehr vom Hintergrund des Mosaiks am rechten Rand.

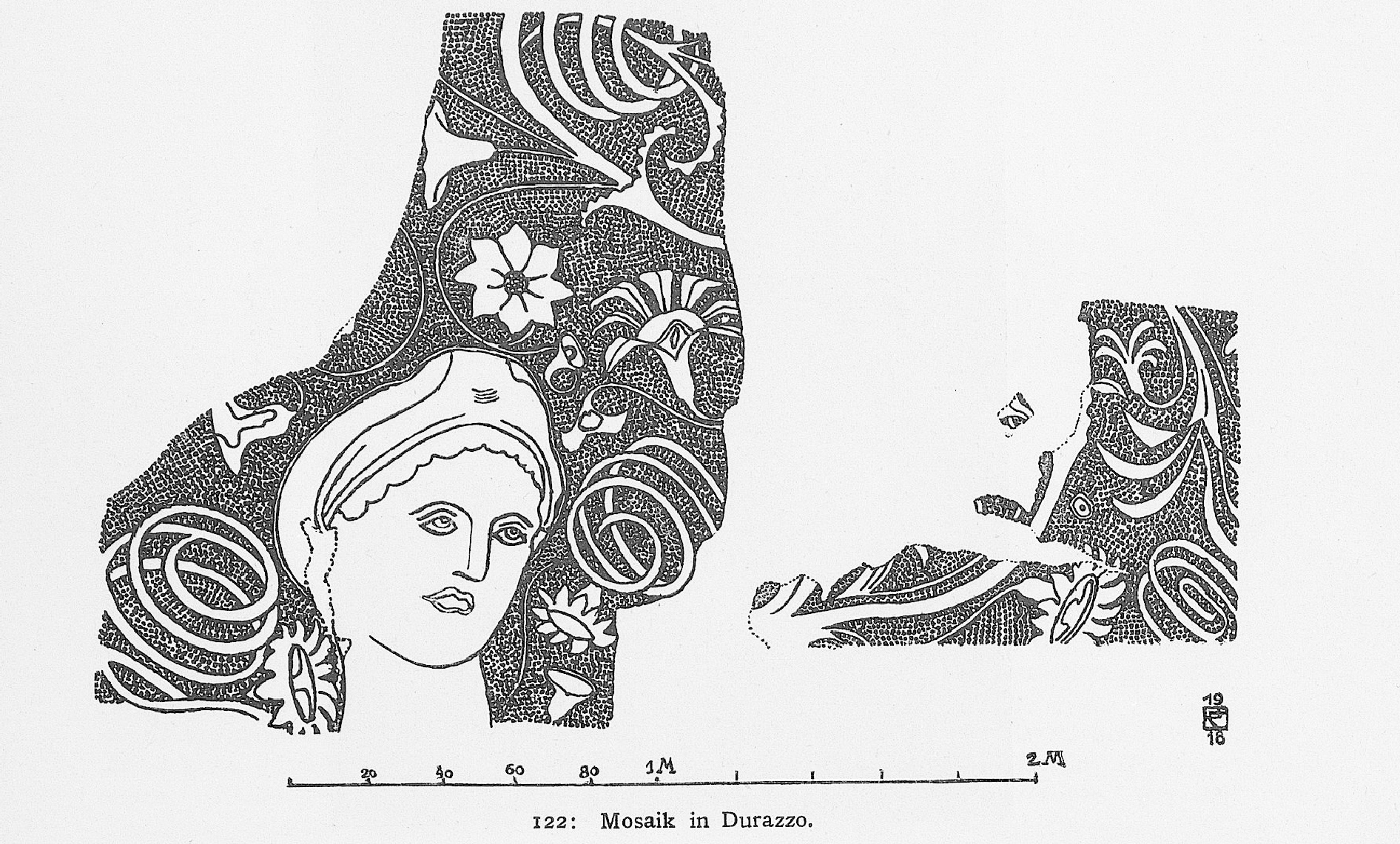
Skizze von Praschniker (1918)

Der Wiener Archäologe Camillo Praschniker (1884–1949), der damals für archäologische Erkundungen in Mittelalbanien weilte, untersuchte das Mosaik am 16. April 1918 kurz. Danach wurde der Unterstand über dem Mosaik fertig eingerichtet.
Der Kriegsverlauf führte dazu, dass sich die Österreicher aus Durrës zurückziehen mussten. Praschniker publizierte nach dem Krieg mit Arnold Schober das Buch Archäologische Forschungen in Albanien und Montenegro und im folgenden Jahr alleine den Artikel Muzakhia und Malakastra: archäologische Untersuchungen in Mittelalbanien. In der weisen Vorausahnung, dass durch den Kriegsausgang viele Erkenntnisse verloren gehen dürften, hatte Praschniker diesem umfangreichen Forschungsbericht einen Anhang angefügt, der weitere Notizen zu archäologischen Funden enthielt. Dazu gehörte auch eine umfangreiche Beschreibung des Mosaiks aus Durrës mit einer Skizze und einem Lichtbild. Praschniker bedauerte, dass er den „ganz besonders wertvollen Fund“ (Praschniker: Sp. 203) nicht weiter untersuchen konnte, hatte er doch den kulturhistorischen Wert sofort erkannt:

„Es ist dies einer der ältesten uns bisher bekannt gewordenen, künstlerisch wertvollen griechischen Mosaikböden.“

40 Jahre später, nach dem Zweiten Weltkrieg, machte sich der albanische Archäologe Vangjel Toçi, der die Publikationen von Camillo Praschniker kannte, auf die Suche nach dem Mosaik und fand es 1959, nach anderen Angaben bereits 1947 wieder. Dabei konnte viel mehr vom Mosaik freigelegt werden, als durch Praschniker dokumentiert ist. Vangjel Toçi berichtete 1962 bei der ersten Albanologie-Tagung in Tirana über den Fund.

## Fundort
Der Fundort liegt heute im Zentrum von Durrës, vermutlich etwas mehr als 150 Meter nordwestlich vom römischen Forum beziehungsweise etwas mehr als 250 Meter nordwestlich vom zentralen Platz Sheshi Liria beim oder etwas nördlich vom heutigen Kreisgericht und der Tophani-Quelle. Die älteste Quelle beschreibt die Tiefe des Fundorts mit fünf Metern; in neueren Quellen werden durchweg 3,80 Meter angegeben.
1,3 Meter über dem Mosaik wurde zuvor ein antikes Ziegelgrab gefunden. Die Kombination von stattlichem Mosaik und darüberliegendem Grab lässt Rückschlüsse auf die Lage und Ausdehnung der antiken Stadt zu.
Das Mosaik verzierte in einem privaten, luxuriösen Baderaum den Boden. Der Raum war nach Norden ausgerichtet und wurde im Westen und Osten von halbrunden Nischen umgeben.

## Beschreibung
Die Schöne aus Durrës ist rund 2400 Jahre alt und in einem recht guten Zustand erhalten. Das Mosaik hat die Form einer Ellipse, deren Hauptachse 5,1 Meter und die Nebenachse drei Meter lang ist. Es bedeckt eine Fläche von neun Quadratmetern; Praschniker vermutet, dass es der Boden einer Apsis-förmigen Nische war.

### Technik
Das Mosaik wurde in einer „sehr seltenen, überaus aufwendigen Technik“ (Guntram Koch) zusammengestellt. Es besteht aus handverlesenen, unbearbeiteten Flusskieseln möglichst einheitlicher Größe, die „in ihren natürlichen Formen und Farben belassen“ (Guntram Koch) wurden. Praschniker zählt als verwendete Farben auf: Schwarz, gräuliches Schwarz, Weiß, Ockergelb und Ziegelrot in verschiedenen Abstufungen. Die vielen Farben dienen dazu, dem Mosaik Tiefenwirkung und malerische Effekte zu verleihen.
Die Steine wurden möglichst eng verlegt, oft in Reihen, die im Verlauf der Darstellung folgen „und so an das spätere opus vermiculatum der Tesseramosaiken erinnern“ (Dieter Salzmann: Kieselmosaike). Für die Umrisslinien wurden bereits eine Art weiße Tesserae verwendet. Steinchen in verschiedenen Nuancen von Weiß, die mit großem Geschick gegliedert platziert wurden, verleihen dem Porträt einen plastischen Effekt. Wenige schwarze Linien wurden verwendet, um die wichtigsten Züge des Porträts hervorzuheben.

### Frauenporträt

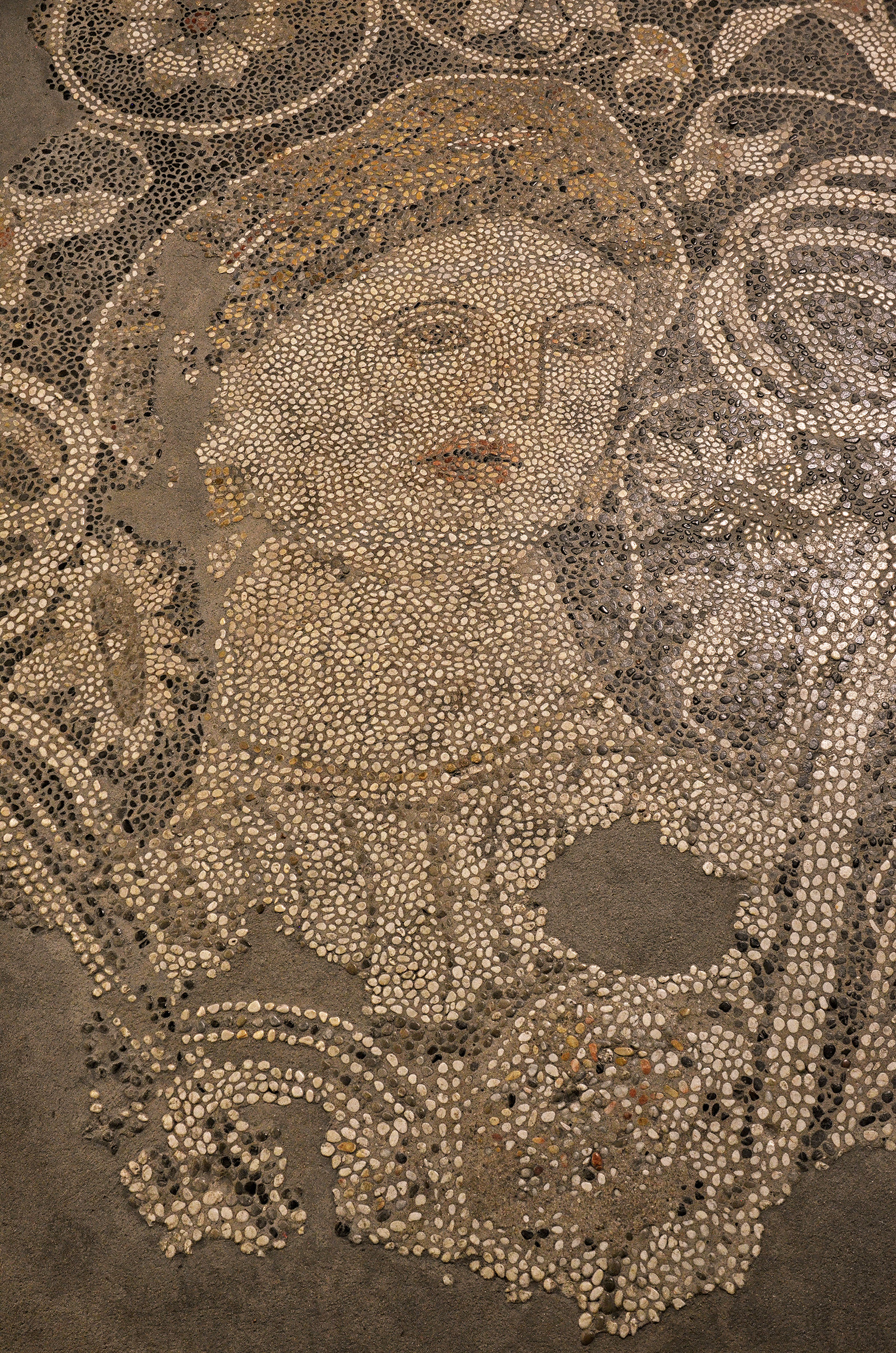
Das Frauenporträt

Zentrales Element des Mosaiks ist das 1,20 Meter hohe Frauenporträt.

„Die Frau trägt blondes Haar, dessen äußere Kontur vom Grunde durch eine weiße Umrißlinie getrennt wird. Seine Bewegung kommt in Anordnung der Steinchen zum Ausdruck. Kleine Löckchen umrahmen die Stirne und über ihnen liegt ein Diadem, das eine schwarz ausgeführte Spiralenreihe ziert.“

Das Diadem kann auch als Haube gedeutet werden.
Gesichtskonturen aus schwarzen Linien wurden nur verwendet, um das Kinn, die Nase, die Augen und die Augenbrauen darzustellen. Ein einzelner, kleiner, gelber und roter Kieselstein in den Pupillen – „als aufgesetztes Licht“ (Camillo Praschniker: 207) – gibt den Augen einen ausdrucksstarken Blick. Praschniker erwähnte rote Steinchen im inneren Augenwinkel, die heute nicht mehr erkennbar sind. Das Dreiviertelporträt – Praschniker nennt es Schulterbild – ergibt ein breites Gesicht. Die Frau hat einen ruhigen Ausdruck und schaut etwas verträumt und melancholisch drein. Der kleine, leicht geöffnete rote Mund verleiht ihr einen weiblichen Ausdruck.
Es ist nicht ganz klar, wen die Abbildung zeigt. Der Historiker und Archäologe Moikom Zeqo ist der Ansicht, dass es sich bei der Schönheit um die minoische Gottheit Eileithyia handelt, die Gottheit der Geburt und Geburtshilfe. Der Archäologe Afrim Hoti sieht in der Darstellung die Jungfrau Aura, eine Gefährtin der Jagdgöttin Artemis.

### Gestaltung des Hintergrunds
Der Kopf ist seitlich und oben von verschiedenen Blumen wie Hyazinthe, Lilien und Glockenblumen sowie weiteren floralen Elementen umgeben, die die ganze Fläche füllen. Kopf und zwei sich windende Ranken erheben sich aus einem Akanthuskelch.

„Um ihn schlingt sich feingeschwungenes Rankenwerk. […] Die Hauptfarbe dieser Ranken ist weiß. Weiß sind die Hauptäste, weiß auch die schwungvollen, eingerollten Schlingranken, bei denen die rückwärts liegenden Teile als im Schatten liegend in grau wiedergegeben sind. Weiß sind auch die Kelchblätter der mannigfachen Blüten, der windenartigen Kelche, Rosetten, Lilien und Kompositen, das Innere der Blüten ist gelb oder rot, die Trennungskonturen sind in schwarz gegeben.“

Die Hälften zu beiden Seiten des Kopfes sind nicht symmetrisch. Die Linienführung ist klar, der Hintergrund ist schwarz. Die Darstellung lässt „die Absicht erkennen, den Bildgrund durch eine Vielzahl von Einzelformen zu füllen, wobei den tiefenräumlichen Elementen besondere Beachtung zuteil wird.“ (Dieter Salzmann: Kieselmosaike)

## Datierung

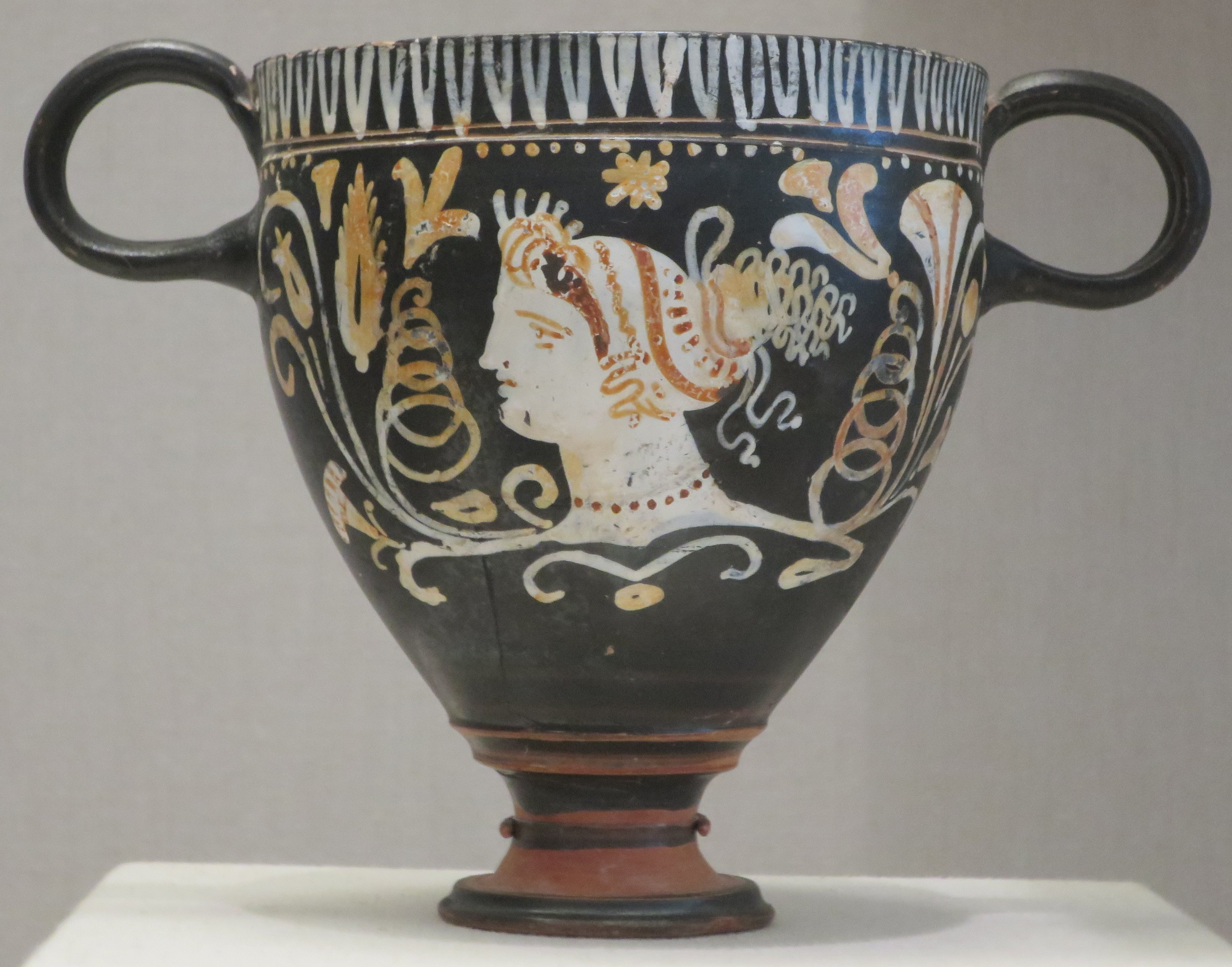
Vergleichbares Motiv auf einem apulischen Skyphos im Gnathia-Stil im Fine Arts Museums of San Francisco, um 330/20 v. Chr.

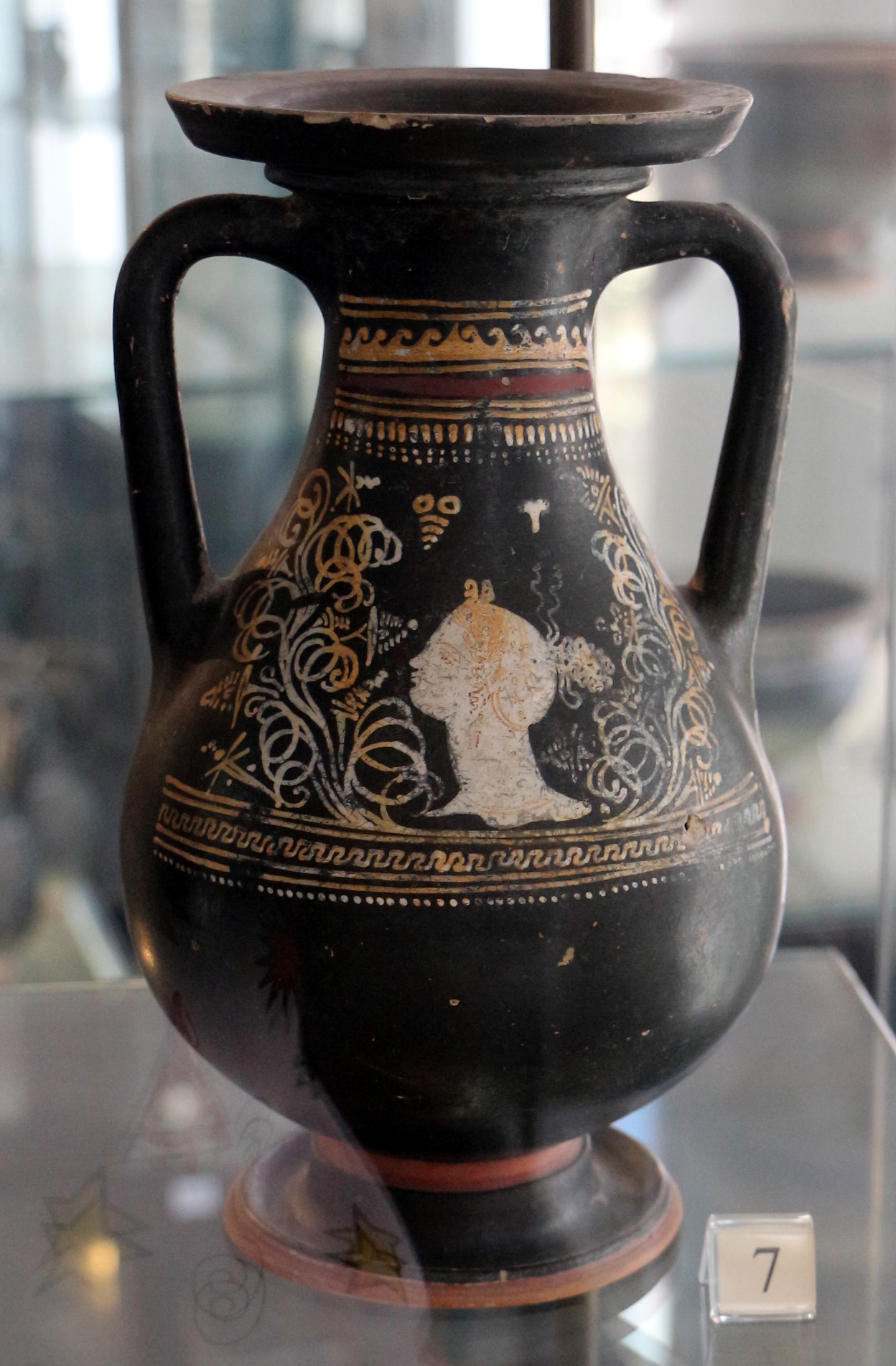
Vergleichbares Motiv auf einer apulischen Pelike Museo archeologico provinciale Sigismondo Castromediano in Lecce, um 310/290 v. Chr.

Archäologen vergleichen den Kunststil mit Gnathiakeramik, im 4. Jahrhundert v. Chr. in Apulien aufgekommene Vasenmalerei.

„Es ist eine Darstellung, wie wir sie längst aus einem anderen Zweige des griechischen Kunsthandwerks kennen, nichts anderes als das oft und oft wiederkehrende Schulterbild einer der großen apulischen Prunkamphoren, das hier um ein vielfaches vergrößert im Mosaik wiederkehrt.“

Die Ähnlichkeit mit den vielfarbigen Frauenporträts von der gegenüberliegenden Adriaseite auf schwarzem Hintergrund, die von pflanzlichen Motiven umgeben sind, ist – „typologisch wie stilistisch“ (Dieter Salzmann: Kieselmosaike) – sehr deutlich. „Das Mosaik von Dyrrachium steht in engster Beziehung zum Basler Krater des Ganymed-Malers von 330/20.“ (Dieter Salzmann: Kieselmosaike) Auch unter den apulischen Vasen der Antikensammlung Berlin findet sich eine sehr ähnliche Bemalung eines Kraters.
Aus dem engen gestalterischen Zusammenhang schließt bereits Praschniker auch auf einen zeitlichen Zusammenhang. Aus dieser Ähnlichkeit schloss er auf eine Entstehung in der ersten Hälfte des 3. Jahrhunderts v. Chr. Somit zählte der Fund für Praschniker zu den beiden ältesten damals bekannten griechischen Mosaiken. Das andere, ein Bodenmosaik im Pronaos des Zeustempels von Olympia, dessen Datierung zumindest damals auch noch nicht ganz klar war, schien ihm aber noch rund 50 Jahre älter zu sein.
Heutige Literatur sieht die Entstehung in der zweiten Hälfte des 4. Jahrhunderts v. Chr., wobei die Zeitspanne sich von der Mitte des Jahrhunderts bis zu dessen Ende zieht. Dieter Salzmann datierte das Mosaik aufgrund des Blumendekors auf den Zeitraum 340 bis 320 v. Chr.
Andere Autoren erwähnen die Möglichkeit, dass Die Schöne aus Durrës und Blumendekor-Mosaike in Pella, Hauptstadt des antiken Makedonien, von der gleichen Werkstätte geschaffen worden sein könnten, also auch etwa zeitgleich entstanden (350–325 v. Chr.). Das Spiralmotiv, das im Hintergrund auftaucht, hat beim Hirschjagd-Mosaik aus Pella eine beherrschende Rolle. Es wurde von einem Künstler namens Gnosis signiert.

## Rezeption
Die Schöne von Durrës als Symbol der Schönheit wurde zur Ikone, die vielfach in der darstellenden Kunst, Poesie, Volkskultur und im Wirtschaftsleben übernommen wurde, besonders in Durrës.
Das Porträt ziert Bücher und nach ihm wurden Preise und Organisationen benannt. Eine albanische Künstlerin imitierte das Mosaik, wie es auch sonst als Vorlage für diverse Gestaltungen diente.
2004 prägte die Banka e Shqipërisë eine Sondermünze zu 50 Lek mit dem Porträt der Schönen von Durrës.